# Ingen tobak inget halleluja
Ingen tobak, inget halleluja! är en roman från 1956 av den svenske författaren Eric Lundqvist. Boken är en humoristisk skildring av en svensk missionärs vedermödor på Nya Guinea. Titeln anspelar på att missionären måste muta de infödda med tobak för att de ska gå i kyrkan. Romanen har även en allvarligare underton som ifrågasätter med vilken rätt västerlänningar försöker påtvinga naturfolk sin religion och kultur.